# ایسوکه تاکیزاوا
ایسوکه تاکیزاوا (انگلیسی: Eisuke Takizawa; ۶ سپتامبر ۱۹۰۲ – ۲۹ نوامبر ۱۹۶۵) کارگردان فیلم، و فیلم‌نامه‌نویس اهل ژاپن بود.